# Victoria (crater)
Victoria este un crater situat pe planeta Marte, în zona platoul Meridiani, sub coordonatele 2.05°S, 5.50°W. Are un diametru de 750 metri și o adâncime de aproximativ 70 de metri. 
Pe 26 septembrie 2006 vehiculul spațial Opportunity a ajuns până la craterul Victoria. Îndreptându-se spre Victoria, de-a lungul drumului roverul a explorat alte cratere, mult mai mici. Distanța de la locul amartizării până la crater, a fost egală cu 7 km. 
La 11 septembrie 2007, vehiculul a ajuns la așa-numita Duck Bay. Apoi, pe 13 septembrie, aceluiași an, Opportunity a explorat Capul Verde, o piatră de la marginea craterului Victoria. Între 24 - 28 august 2008, roverul a părăsit craterul, destul de greu însă, deoarece, din cauza prafului marțian care a acoperit bateriile solare, roverulul a avut probleme din cauza nivelului scăzut al energiei, care nu era suficientă pentru a se asigura deplasarea acestuia.

## Galerie

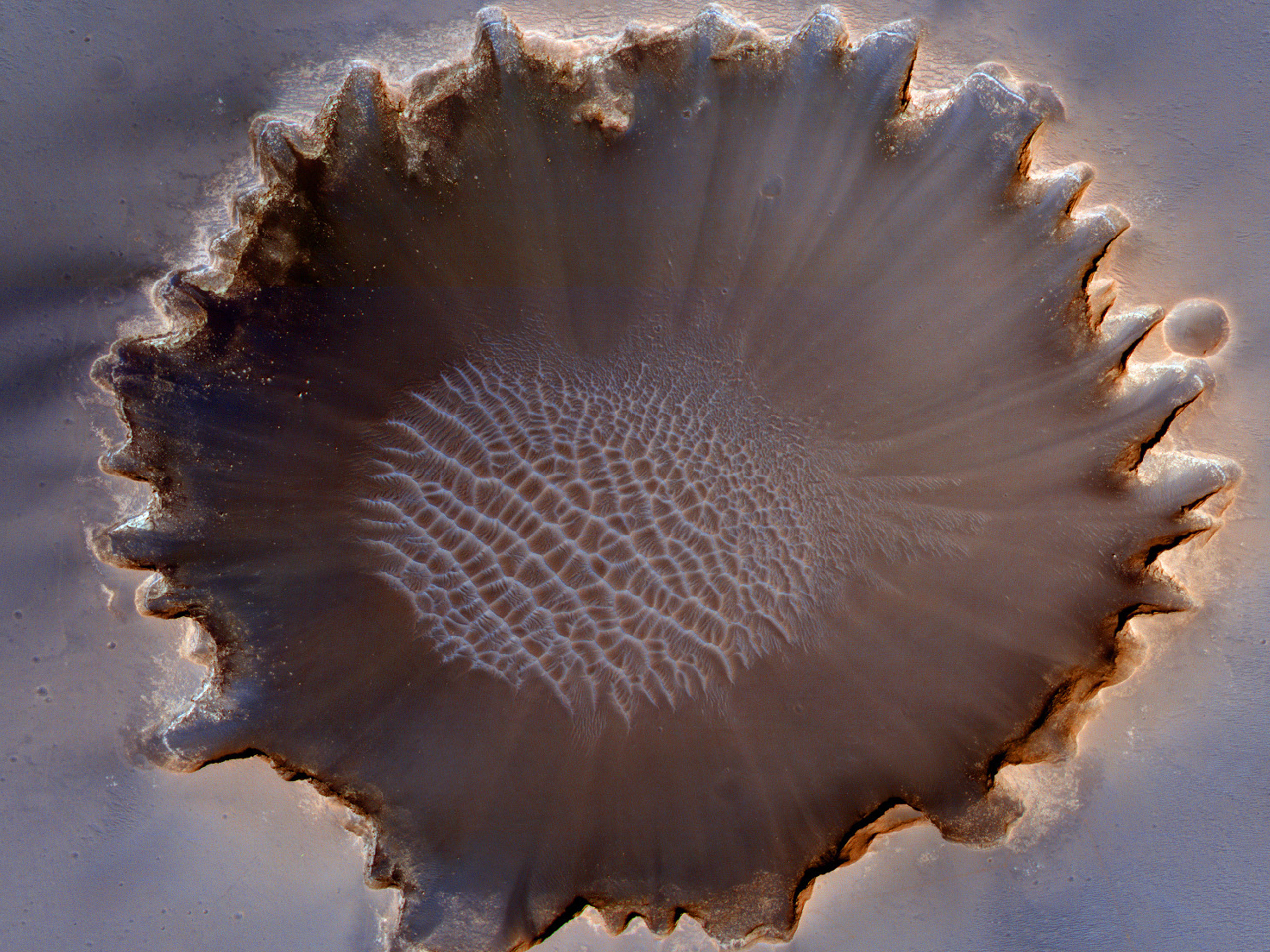
Craterul Victoria văzut de pe orbită
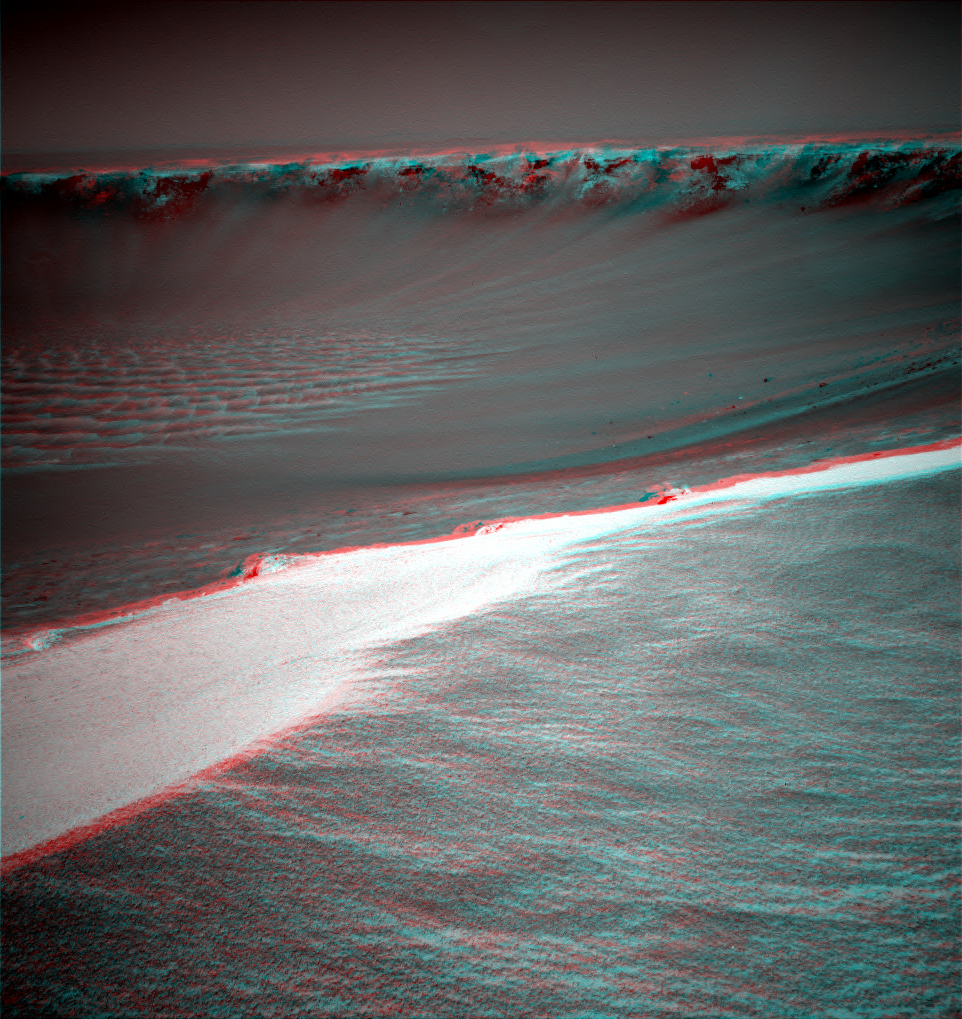
Marginea craterului, văzută de Opportunity
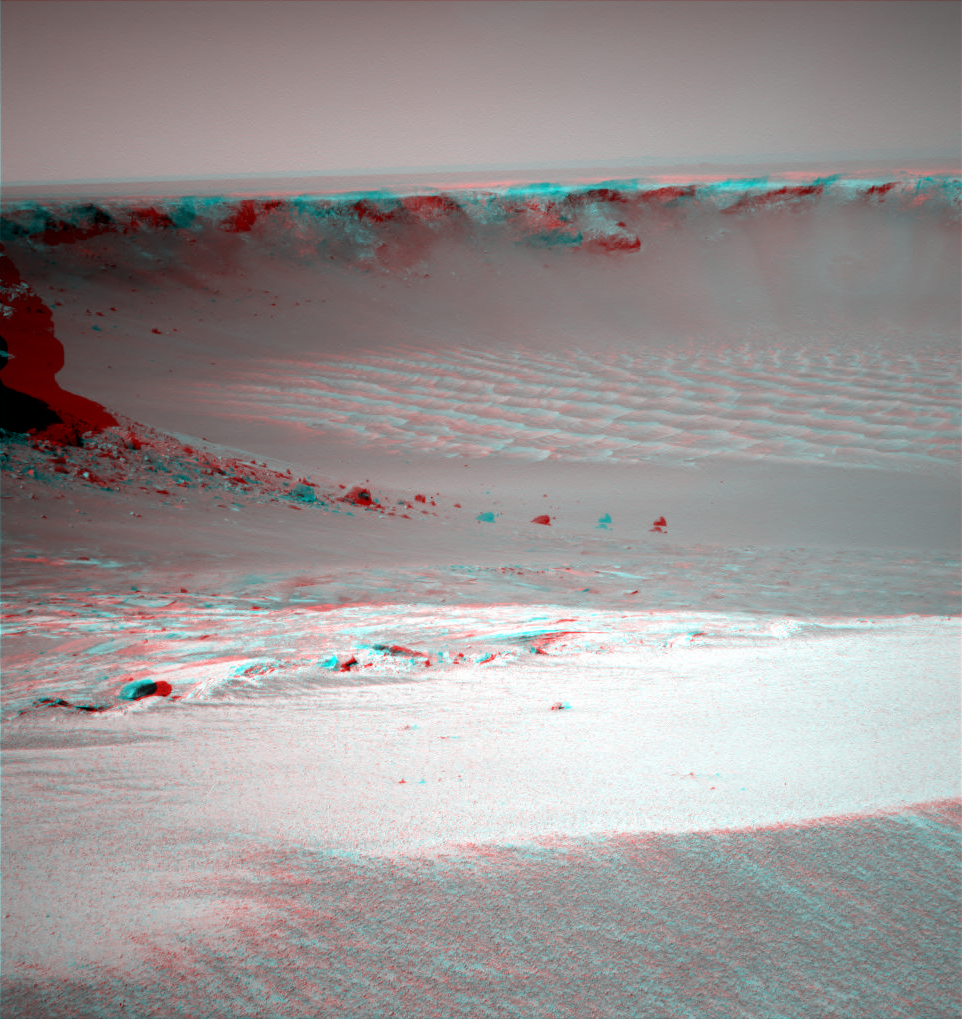
Victoria în 3D
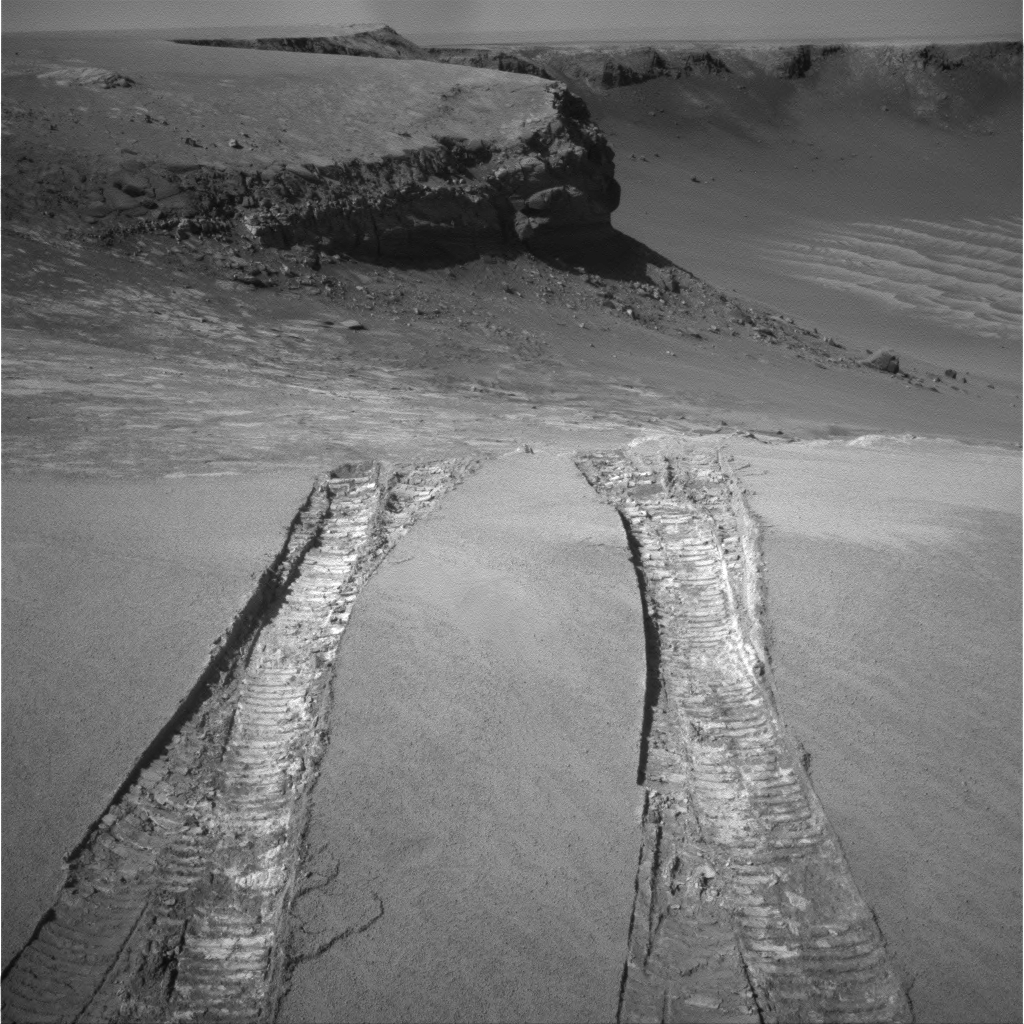
Urme lăsate de Opportunity lângă marginea craterului
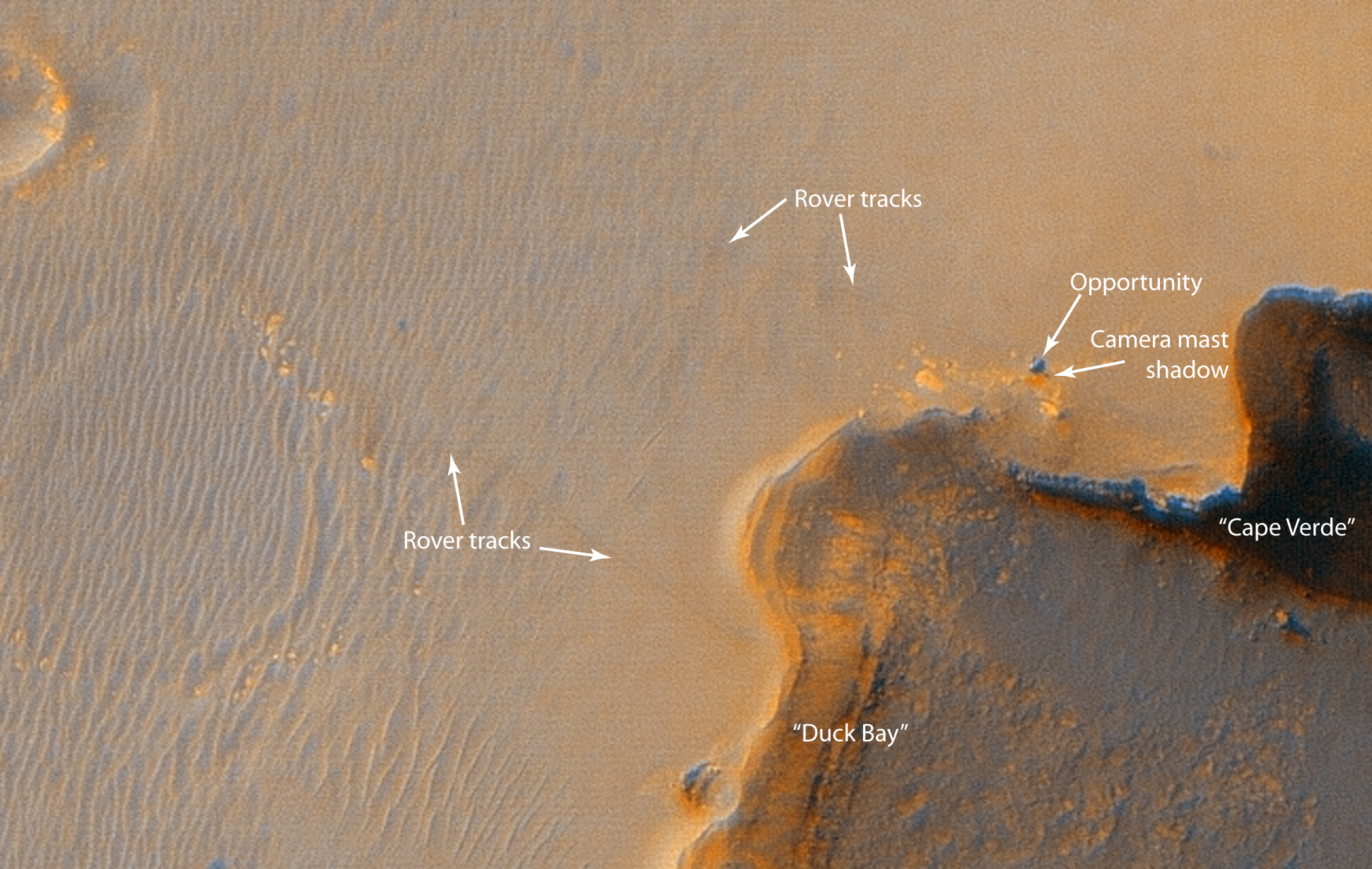
Marginea Victoriei și zonele cercetate de rover